# Bertel Lauring
Bertel Lauring (* 11. Januar 1928 in Frederiksberg; † 28. Januar 2000 in Kopenhagen) war ein dänischer Schauspieler.

## Leben
Bertel Lauring ist der Sohn des Schauspieler-Ehepaares Gunnar Lauring und Henny Krause. Sein Onkel ist der Historiker und Schriftsteller Palle Lauring.
Als Schauspielstudent war Lauring zunächst am Odense Teater tätig. Danach sammelte Lauring an verschiedenen Theatern in ganz Dänemark Bühnenerfahrungen, davon auch am Aarhus Teater. Später war er auch am Königlichen Theater Kopenhagen engagiert.
Bertel Lauring wirkte von 1947 bis 1993 in über 80 Film-und-Fernsehproduktionen als Schauspieler mit, wobei er komödiantische aber auch ernste Rollen verkörperte. Davon war er u. a. auch in der Serie Oh, diese Mieter! sowie auch in vier Filmen der Olsenbande-Reihe zu sehen. In den 1990er-Jahren zog er sich zunehmend aus der Öffentlichkeit zurück.
Bertel Lauring starb am 28. Januar 2000 kurz nach seinem 72. Geburtstag. Seine Grabstätte befindet sich auf dem Bispebjerg-Friedhof.
Seine Tochter Sophie Lauring ist als Theater-Intendantin tätig.

## Filmografie (Auswahl)
- 1947: Mein Name ist Petersen
- 1953: Adam und Eva
- 1956: Cabaret la Blonde
- 1957: Mädchen für gewisse Stunden
- 1962: Maske
- 1963: Casinominder
- 1968: Missbraucht
- 1968: Wie ein Hirschberger Dänisch lernte
- 1970: Ein Tag am Strand
- 1971: Tykke Olsen
- 1972: Die Olsenbande und ihr großer Coup
- 1972–1977: Oh, diese Mieter! (Fernsehserie, 8 Folgen)
- 1975: Familie Gyldenkal
- 1975: Die Olsenbande stellt die Weichen
- 1977: Thelma und Irene
- 1978: Die Olsenbande steigt aufs Dach
- 1978: Sommer 1807
- 1981: Die Olsenbande fliegt über alle Berge
- 1987: Een gang stromer (Fernsehserie)
- 1993: Luischen